# Joseph-Marius Cabasson
 (juin 2014).
Si vous disposez d'ouvrages ou d'articles de référence ou si vous connaissez des sites web de qualité traitant du thème abordé ici, merci de compléter l'article en donnant les références utiles à sa vérifiabilité et en les liant à la section « Notes et références ».
 (juillet 2011).
Pour les articles homonymes, voir Cabasson.
Joseph-Marius Cabasson est un peintre aquarelliste provençal, né le 20 décembre 1841 à Marseille (Saint-Loup), mort dans la même ville le 4 août 1920.

## Biographie

### Origines familiales
Descendant d'une ancienne famille provençale, avant la Révolution, les Cabasson exploitaient un grand jardin maraîcher sur les bords du ruisseau des Aygalades ; ils faisaient partie de la paroisse des crottes et payaient la dîme au clergé.
L'arrière-grand-père de Joseph Cabasson, Joseph-François Cabasson devint contrôleur du moulin de Saint-Loup après avoir été ruiné subitement (il s'était porté caution pour un ami). Il était attaché à la surveillance de l'entrée et de la sortie des marchandises et c'est dès lors à Saint-Loup que se reconstituera rapidement la fortune des Cabasson.
Son grand-père, Joseph Cabasson, apprit le métier de cordonnier et devint un maître-artisan aisé. La grand-tante du peintre qui tenait un bureau de tabac eut la chance de servir les soldats de l'armée d'Italie à leur passage et cette aubaine la classe du jour au lendemain parmi les nouveaux riches. Cette « tante Fine » lèguera toute sa fortune à son petit neveu Joseph Marius qu'elle chérissait (elle n'avait pas eu d'enfant et il était orphelin de mère).
Lorsque Joseph-Marius naît à Saint-Loup, cela fait plus d'un demi-siècle que les Cabasson ont quitté les Aygalades. Ils ont fait l'acquisition d'une grande propriété située entre Saint-Tronc et Saint-Loup dans laquelle se trouvait un moulin à huile.
Sa mère, toute jeune, meurt en le mettant au monde, il était son premier enfant.

### Études
Après le pensionnat de M. Audouard, rue Paradis, il poursuit sa scolarité au collège Belzunce, en même temps qu'un futur évêque de Marseille, Joseph Antoine Fabre. C'est là que se fait jour sa vocation d'artiste, sous l'impulsion de son professeur de dessin Pierre Bronzet.
Après avoir achevé ses études classiques, Joseph Cabasson est reçu à l'école des Beaux-arts de Marseille. Au concours de Pâques en 1861, le directeur Émile Loubon, qui l'avais pris en affection dès son arrivée, créa pour lui un prix spécial de modèle vivant et voulut que ce fut des mains de Mlle Loubon qu'il en reçût le diplôme.

### Vie professionnelle
Encore élève à l'école, il est déjà recherché comme professeur et, en 1865, il envoie au Salon de Paris deux beaux fusains qui sont très remarqués. Cette même année, il réalise un grand tableau : la Résurrection de Lazare pour l'église de Cadolive.
Une série d'expositions de ses œuvres affirment sa maîtrise et attirent sur lui l'attention.
Son insurmontable aversion pour la cuisine au beurre (il avait été nourri et imprégné d'huile d'olive dès le plus jeune âge) le fit renoncer à s'installer à Paris, où « il aurait occupé une des premières places dans l'art français », d'après l'appréciation d'André Allar, son condisciple à l'école des Beaux-arts de Marseille.
Durant la belle saison, il travaille en plein air, faisant du Poussin sur nature, dans les environs de Marseille, comme Cézanne dans la campagne d'Aix. En hiver, il ne quitte pas un seul jour son atelier du boulevard de la Madeleine, préférant donner ses leçons chez lui.
Il ne dépasse jamais les limites de la Provence pour chercher de nouveaux motifs : des bords du Rhône aux gorges de l'Estéron où se termine le poème de Calendal.
Joseph Cabasson fut l'un des premiers à vulgariser la pastorale Maurel dont il organisa de magnifiques séances à Saint-Loup.
Il passe plus de la moitié de son existence au service des œuvres catholiques et des paroisses : brossant des décors, réparant des tableaux éventrés, faisant des affiches, des écussons de fêtes, des illustrations, des maquettes, des projets, des esquisses et même des plans d'architecture. En 1931, l’évêque de Marseille, Mgr Maurice-Louis Dubourg, qui vient d’instituer dans son diocèse la médaille de la Reconnaissance diocésaine    attribue celle-ci dès la première nomination et à titre posthume à Joseph Cabasson, et ceci à l’échelon vermeil, le plus élevé.
En 1910, presque à la fin de sa carrière, il fait une exposition de l'ensemble de ses œuvres qui est un évènement dans le monde des Arts.

#### Témoignages de contemporains
- « Joseph Cabasson, le si regretté et très éminent peintre qui vient de disparaitre, évoque en notre esprit les générations précédentes imprégnées d'urbanité et d'exquise politesse. Il était galant homme, imbu de la distinction d'une âme éprise d'idéal; car sa fidèle palette a su reproduire la splendeur des clartés provençales, la fluidité de l'azur du ciel, le rayonnant soleil qui métamorphose tout ce qu'il éclaire ; sa délicatesse de touche le rapprochait des peintres d'autrefois dont le pinceau affirmait leur foi et leur génie, aussi ses œuvres ne seront-elles pas délaissées par une élite digne de les apprécier et son doux souvenir subsistera dans cette ville de Marseille, qu'il aimait tant et pour laquelle il a dédaigné la gloire qui lui avait été promise dans la capitale. » (Comtesse René de la Roche)

- « Le peintre aquarelliste Joseph Cabasson n'est pas de ceux pour lesquels ont écrit une vaine biographie. Sa vie, tous ceux qui s'intéressent à l'art la connaissent ou la devinent. Elle fut tout entière consacrée à la beauté, à la glorification de cette Provence dont il fut l'un des fils les plus glorieux. Il l'a peinte dans ses rochers sauvages, dans ses gorges âpres, comme il l'a magnifiée dans ses fates. En un mot, il a fait avec le pinceau ce que Mistral a fait avec sa plume ; et c'est très beau, très noble, très touchant. » (Eugène Ollivier)

- « J'ai vu beaucoup d'aquarelles, mais j'en ai peu rencontré d'aussi fines et d'aussi puissantes que la vue prise à Roquefavour qu'expose Cabasson. L'Arc coule lentement dans le fond de la vallée, avec la nonchalance de tout cours d'eau bien provençal, le Pont de Roquefavour fait émerger au-dessus des arbres ses jambages hardis, voilà tout ! Mais le ciel vient d'être traversé par un orage, des nuages noirs y passent encore, un vent frais les pousse et l'azur apparaît en un point comme un sourire. L'artiste impressionné par ce tableau a fait passer son émotion dans sa peinture. Il s'échappe de cette nature mouillée des frémissements champêtres qui ravissent. Il n'est guère possible de rendre mieux. » (Adolphe Meyer)

### Vie familiale
Il épouse le 26 novembre 1868 Rose-Marie Pignatel qui lui donnera dix enfants (Madeleine, Marie, Jules, Thérèse, Pierre, Adolphe, Adrien, Nathalie, Joseph, Émile).
De son mariage à sa mort, il vivra la vie d'un véritable bénédictin : n'aimant que son intérieur, il passera toutes ses journées au travail. Son œuvre est considérable. Toute sa vie, il porte sur lui un sachet de sel béni, afin d'avoir toujours à l'esprit la citation de l’Évangile : « vous êtes le sel de la terre ».
Ses trois fils encore vivants sont mobilisés en 1914 :
- Pierre, lui-même père de huit enfants, est rapidement ramené à l'arrière,
- Adrien, curé de Roquefort-la-Bédoule, après avoir fait toute la campagne est démobilisé à Bruxelles en février 1919,
- Émile, le dixième de la fratrie, téléphoniste, est fait prisonnier au combat du Mort-Homme au cours de la bataille de Verdun et meurt le 2 mars 1917 à Stenay dans les tranchées allemandes.

Le 4 août 1920, Joseph Cabasson meurt à Marseille.
Il venait d'achever sa dernière œuvre, un portrait du saint curé d'Ars (visible au presbytère-musée d'Ars)
Son fils l'abbé Adrien Cabasson est également un peintre reconnu (fondateur du studio d'art sacré Humilis avec Louis-Mathieu Verdilhan de l'Académie d'Allauch.
Joseph Cabasson est l'arrière-grand-père du caricaturiste et peintre Pinatel.

## Sources
- Le peintre Joseph Cabasson et la vocation d'Hermès, imprimerie St-Léon, 78 rue Stanislas Torrents, Marseille, 1949